# Élections sénatoriales de 2023 en Indre-et-Loire
Les élections sénatoriales en Indre-et-Loire ont lieu le dimanche 24 septembre 2023. Elles ont pour but d'élire les sénateurs représentant le département au Sénat pour un mandat de six années.

## Contexte départemental
Lors des élections sénatoriales de 2017 en Indre-et-Loire, trois sénateurs ont été élus : un UDI, Pierre Louault, et deux LR, Serge Babary et Isabelle Raimond-Pavero.
Depuis, tous les effectifs du collège électoral des grands électeurs ont été renouvelés, avec les élections législatives de 2022, les élections régionales de 2021, les élections départementales de 2021 et les élections municipales de 2020.

## Sénateurs sortants
| Sénateur | Sénateur                | Parti | Fonctions lors de l'élection en 2017                    |
| -------- | ----------------------- | ----- | ------------------------------------------------------- |
|          | Pierre Louault          | DVD   | Conseiller départemental, maire de Chédigny             |
|          | Serge Babary            | LR    | Maire de Tours                                          |
|          | Isabelle Raimond-Pavero | LR    | Conseillère départementale, adjointe au maire de Chinon |

## Présentation des listes et des candidats
Les nouveaux représentants sont élus pour une législature de 6 ans au suffrage universel indirect par les 1 537 grands électeurs du département. En Indre-et-Loire, les sénateurs sont élus au scrutin proportionnel plurinominal. Leur nombre reste inchangé, trois sénateurs sont à élire et cinq candidats doivent être présentés sur la liste pour qu'elle soit validée. Chaque liste de candidats est obligatoirement paritaire et alterne entre les hommes et les femmes.
Les listes présentées ne sont pas les listes officielles et sont susceptibles d'être modifiées jusqu'au dépôt définitif et officiel des listes.

### Liste Rassemblement national conduite par Lionel Béjeau
| N° | Candidats | Candidats            | Parti | Nuance | Principales fonctions |
| -- | --------- | -------------------- | ----- | ------ | --------------------- |
| 01 |           | Lionel Béjeau        | RN    | RN     | Conseiller régional   |
| 02 |           | Jean-Guy Protin      | RN    | RN     |                       |
| 03 |           | Corine Fougeron      | RN    | RN     |                       |
|    |           |                      |       |        |                       |
| 04 |           | Christophe Guestault | RN    | RN     |                       |
| 05 |           | Régine Flaunet       | RN    | RN     |                       |

### Liste Les Républicains conduite par Jean-Gérard Paumier
| N° | Candidats | Candidats               | Parti | Nuance | Principales fonctions                          |
| -- | --------- | ----------------------- | ----- | ------ | ---------------------------------------------- |
| 01 |           | Jean-Gérard Paumier     | LR    | LR     | Président du conseil départemental             |
| 02 |           | Isabelle Raimond-Pavero | LR    | LR     | Sénatrice sortante, conseillère départementale |
| 03 |           | Théo Champion-Bodin     | LR    | LR     | Maire de Noyant-de-Touraine                    |
|    |           |                         |       |        |                                                |
| 04 |           | Anaïs Avril-Audiger     | LR    | LR     | Maire de Louans                                |
| 05 |           | Jean-Pierre Peninon     | LR    | LR     | Maire de Pernay                                |

### Liste Divers droite conduite par Vincent Louault
| N° | Candidats | Candidats          | Parti | Nuance | Principales fonctions                                           |
| -- | --------- | ------------------ | ----- | ------ | --------------------------------------------------------------- |
| 01 |           | Vincent Louault    | HOR   | DVD    | Conseiller départemental, maire de Cigogné                      |
| 02 |           | Stéphanie Riocreux | RE    | REN    | Maire de Benais                                                 |
| 03 |           | Alain Anceau       | UDI   | UDI    | Conseiller départemental, maire de Saint-Roch                   |
|    |           |                    |       |        |                                                                 |
| 04 |           | Valérie Turot      | HOR   | DVD    | Conseillère départementale, adjointe au maire de Joué-lès-Tours |
| 05 |           | Frédéric Dupey     |       | DVD    | Maire de Villeperdue                                            |

### Liste Union de la gauche conduite par Pierre-Alain Roiron
| N° | Candidats | Candidats           | Parti | Nuance | Principales fonctions                          |
| -- | --------- | ------------------- | ----- | ------ | ---------------------------------------------- |
| 01 |           | Pierre-Alain Roiron | PS    | SOC    | Conseiller régional, maire de Langeais         |
| 02 |           | Sabrina Hamadi      | EÉLV  | VEC    | Conseillère départementale                     |
| 03 |           | Michel Soulas       | PCF   | COM    | Conseiller municipal de Saint-Pierre-des-Corps |
|    |           |                     |       |        |                                                |
| 04 |           | Karine Patin        |       | DVG    | Adjointe au maire d'Athée-sur-Cher             |
| 05 |           | Laurent Richard     |       | DVG    | Maire de Monts                                 |

### Liste La France insoumise conduite par Fanny Puel
| N° | Candidats | Candidats          | Parti | Nuance | Principales fonctions                            |
| -- | --------- | ------------------ | ----- | ------ | ------------------------------------------------ |
| 01 |           | Fanny Puel         | LFI   | FI     | Conseillère municipale de Tours                  |
| 02 |           | Olivier Férisse    | LFI   | FI     | Conseiller municipal de Saint-Ouen-les-Vignes    |
| 03 |           | Christèle Gobert   | LFI   | FI     | Conseillère municipale de Montlouis              |
|    |           |                    |       |        |                                                  |
| 04 |           | Mathieu Barthélémy |       | DVG    | Conseiller municipal de Preuilly-sur-Claise      |
| 05 |           | Roxane Sirven      | LFI   | FI     | Conseillère municipale de Saint-Pierre-des-Corps |

## Résultats
| Tête de liste                                           | Tête de liste            | Liste                    | Voix  | %     | Sièges | +/-           |
| ------------------------------------------------------- | ------------------------ | ------------------------ | ----- | ----- | ------ | ------------- |
|                                                         | Jean-Gérard Paumier      | LR                       | 486   | 32,42 | 1      | 1             |
| Servir la Touraine et la République                     |                          |                          | 486   | 32,42 | 1      | 1             |
|                                                         | Pierre-Alain Roiron      | PS - EÉLV - PCF          | 411   | 27,42 | 1      | 1             |
| La force de nos territoires                             |                          |                          | 411   | 27,42 | 1      | 1             |
|                                                         | Vincent Louault          | HOR - RE - UDI           | 399   | 26,62 | 1      | 1             |
| D'une seule voix pour la Touraine                       |                          |                          | 399   | 26,62 | 1      | 1             |
|                                                         | Lionel Béjeau            | RN                       | 108   | 7,20  | 0      | en stagnation |
| Au service des communes, pour défendre l’Indre-et-Loire |                          |                          | 108   | 7,20  | 0      | en stagnation |
|                                                         | Fanny Puel               | LFI                      | 95    | 6,34  | 0      | Nv.           |
| Indre-et-Loire Union populaire écologique et sociale    |                          |                          | 95    | 6,34  | 0      | Nv.           |
|                                                         |                          |                          |       |       |        |               |
| Suffrages exprimés                                      | Suffrages exprimés       | Suffrages exprimés       | 1 499 | 98,36 |        |               |
| Votes nuls                                              | Votes nuls               | Votes nuls               | 12    | 0,79  |        |               |
| Votes blancs                                            | Votes blancs             | Votes blancs             | 13    | 0,85  |        |               |
| Total                                                   | Total                    | Total                    | 1 524 | 100   | 3      | en stagnation |
| Abstentions                                             | Abstentions              | Abstentions              | 20    | 1,30  |        |               |
| Inscrits / participation                                | Inscrits / participation | Inscrits / participation | 1 544 | 98,70 |        |               |